# Daewoo Leganza
Daewoo Leganza este o berlină din clasa medie produsă de constructorul coreean Daewoo Motors între anii 1997 și 2002. Platforma, pe care nu o împărțea direct cu alte modele, era cunoscută sub numele intern V100. Designul a fost creat de celebrul italian Giorgetto Giugiaro, de la casa de design Italdesign. Daewoo a explicat că numele Leganza a fost creat prin contopirea cuvintelor din limba italiană elegante (elegant) și forza (putere).